# Рожков, Пётр Фролович
Пётр Фролович Рожков (24 августа 1900, Гуселка, Саратовская губерния — 29 сентября 1962, Мухтолово, Горьковская область) — советский военачальник. Командующий Ленинградской армией ПВО (июль 1943 — ноябрь 1944), генерал-майор артиллерии.

## Биография
Пётр Фролович Рожков родился 24 августа 1901 года в селе Гуселка (ныне — Камышинского района Волгоградской области). Русский.
В Красной Армии с 1919 года, участник Гражданской войны. В 1923 году окончил артиллерийские командные курсы в  Краснодаре. В последующие годы служил на должностях командир артиллерийского взвода, начальник связи гаубичного дивизиона, командир взвода управления артиллерийского полка, командир батареи. В 1934 году окончил Военную академию им. Ф. Э. Дзержинского. После выпуска назначен командиром отдельного артиллерийского дивизиона научно-испытательного полигона РККА. Затем занимал должности помощника командира полка по строевой части, командира зенитного артиллерийского полка. Участвовал в боях на р. Халхин-Гол. В ходе советско-финской войны командовал 89-м зенитным артиллерийским полком.
В начале Великой Отечественной войны подполковник П. Ф. Рожков — командир 189-го зенитного артиллерийского полка ЛВО. С декабря 1941 года исполнял должность начальника штаба 2-го корпуса ПВО Ленинградского фронта. В мае 1942 года полковник П. Ф. Рожков назначен начальником штаба Ленинградской армии ПВО, а через год, в апреле 1943 года — заместителем командующего ПВО Ленинградского фронта. 7 июня 1943 года ему было присвоено воинское звание «генерал-майор артиллерии». В августе того же года П. Ф. Рожков стал командующим Ленинградской армией ПВО. На этой должности большое внимание уделял организации ПВО Ленинграда и войск Ленинградского фронта. При проведении Ленинградским фронтом наступательных операции войска под командованием П. Ф. Рожкова решали задачи по прикрытию от ударов с воздуха боевых порядков своих войск, штурмовке наземного противника и разрушению его укреплений. С января 1945 года — заместитель командующего войсками Юго-Западного фронта ПВО, артиллерия и авиация которого обеспечивали противовоздушную оборону важнейших промышленных районов и объектов юга СССР, а также коммуникаций и баз снабжения 1, 2, 3 и 4-го Украинских фронтов.
В апреле 1945 года П. Ф. Рожков назначен командующим Забайкальской зоной ПВО, которая переформирована в Забайкальскую армию ПВО. В ходе советско-японской войны войска армии прикрывали важнейшие военные и инфраструктурные объекты Забайкальского фронта, крупные населённые пункты и сопровождали особо важные транспортные самолёты. За успешное выполнение заданий командования в боях против японских войск, умелое командование армией он был награжден вторым орденом Кутузова II-й степени.
После окончания войны с 1947 года П. Ф. Рожков — заместитель командующего артиллерией Одесского военного округа, затем начальник Высшей офицерской школы ПВО. В 1950 году назначен командующим зенитной артиллерией Войск ПВО Минского района ПВО. В том же году вышел в отставку.
Скончался 25 сентября 1962 года в посёлке Мухтолово Ардатовского района Нижегородской области. Похоронен там же.

## Награды
- орден Ленина (21.02.1945)[2]
- 4 ордена Красного Знамени (…,[3] 19.08.1942, 3.11.1944, 15.11.1950)
- 2 ордена Кутузова 2-й степени (19.05.1943, 8.09.1945)
- орден Отечественной войны 1-й степени (18.11.1944)
- Медаль «За оборону Ленинграда»
- Знак «Участнику боёв у Халхин-Гола»
- другие медали СССР